# Film biographique
Un film biographique, également connu dans le milieu du cinéma sous l'anglicisme biopic (contraction de « biographical motion picture »), est une œuvre cinématographique de fiction, centrée sur la description biographique d'un personnage principal qui a réellement existé. La restitution de l'époque où ce personnage a vécu et des figures historiques de son temps y est prépondérante.

## Histoire

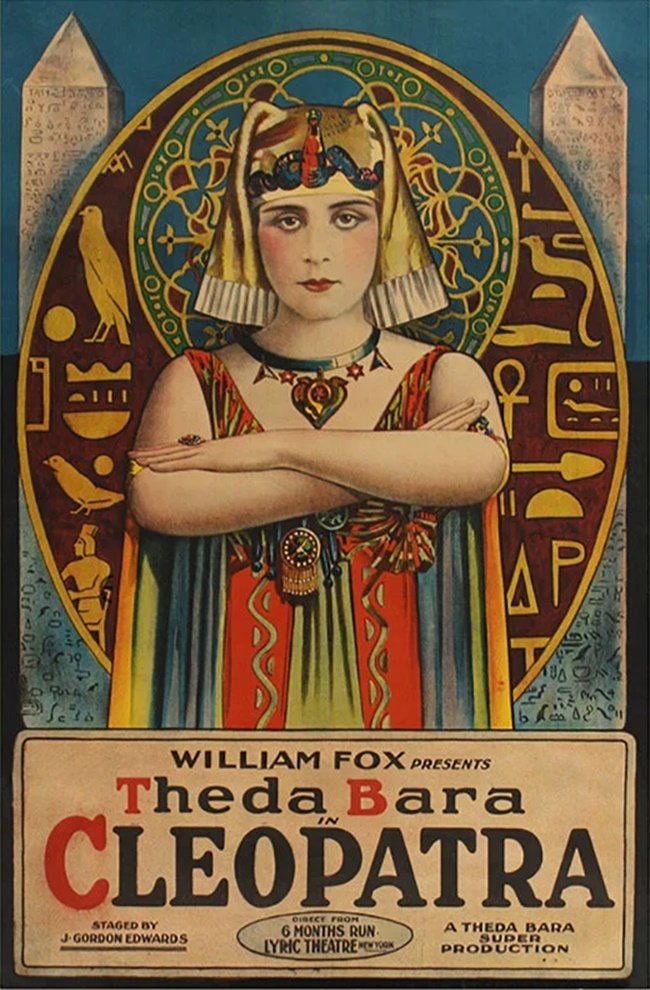
Affiche du film biographique Cléopâtre, réalisé par le Canadien J. Gordon Edwards (1917).

Le film biographique apparaît dès les débuts du cinéma, avec par exemple L'Exécution de Marie, reine des Écossais (1895) de William Heise ou Cléopâtre (1899) de Georges Méliès. Le genre connaît un premier âge d'or dans les années 1930, notamment avec le réalisateur William Dieterle de la Warner ; « il a mis en place un système où la précision documentaire joue un rôle prépondérant. La ligne éditoriale est engagée, humaniste et éducative : on raconte les vies de Pasteur, Zola, Juarez. On véhicule des valeurs pour revitaliser le moral d'une nation. On s'adresse à des citoyens. Après-guerre on s'adressa à des consommateurs en privilégiant l’entertainment » note Rémi Fontanel, maître de conférences en études cinématographique à l'université Lyon II. Moins présent sur les écrans dans les années 1960, le film biographique connaît un regain dans les années 1980-1990 (Danton en 1983, Camille Claudel en 1988 ou Tina en 1993), puis un nouvel âge d'or à la fin des années 2000 et au début des années 2010 (La Môme en 2007, J. Edgar et La Dame de fer en 2011 par exemple). L'universitaire relève qu'actuellement deux tendances émergent : les films sur les entrepreneurs (The Social Network en 2010 par exemple) et ceux sur les groupes musicaux, les deux mettant en valeur la réussite personnelle. À noter enfin que les réalisateurs hésitent de moins en moins à tourner sur un personnage encore en vie, voire sur son actualité récente (Invictus sur Nelson Mandela, La Conquête sur Nicolas Sarkozy, W. : L'Improbable Président sur George W. Bush ou encore Welcome to New York sur l'affaire Dominique Strauss-Kahn).
En termes de quantité, Rémi Fontanel conclut qu'« Abraham Lincoln est le personnage le plus biographé au cinéma avec Jesse James : une petite centaine de films chacun ».

## Héros de l'Histoire et rôles de stars
Un film biographique relate l'existence d'un personnage passé, la plupart du temps, mais sans que cela soit obligatoire, une figure historique importante.
Pour Diane Kruger, qui interprète la reine Marie-Antoinette d'Autriche dans Les Adieux à la reine (2012), incarner un personnage historique « est valorisant, mais c'est surtout risqué. Tout le monde a une idée préconçue sur une telle figure historique, sur ce à quoi elle doit ressembler ». Il existe aussi le problème pour l'acteur principal d'être longtemps seulement identifié à ce rôle (comme Val Kilmer pour Jim Morrison dans The Doors). 
L'artiste doit quelquefois accepter des changements physiques importants (Robert De Niro qui a pris du poids pour jouer Raging Bull) ou des cours particuliers (de chant pour Jérémie Renier en vue de Cloclo). A contrario, le film peut être un accélérateur de carrière, comme pour les acteurs suivants, qui ont obtenu un Oscar pour leur rôle dans un film biographique : Marion Cotillard dans La Môme, Colin Firth dans Le Discours d'un roi, ou encore Jamie Foxx dans Ray.

## Personnages éponymes
Le titre du film est parfois simplement le nom du personnage principal. Toutefois, il serait bien réducteur d'affirmer qu'aller voir un film biographique se limite à suivre une biographie : la matière fournie est souvent prétexte au choix d'une intrigue se focalisant sur les moments les plus déterminants de sa vie, ceux qui l'ont fait entrer dans l'Histoire dans la plupart des cas, ce qui permet le développement du climax et des caractéristiques des films à succès : développement de la dimension humaine du protagoniste projeté sur des évènements, qu'un résumé biographique éclipse, voire introduction d'une thèse sur le destin du personnage à partir d'une énigme que de nouveaux éléments d'archives aurait permis de dévoiler. Simon Curtis, réalisateur de My Week with Marilyn raconte : « Je crois que les gens sont un peu fatigués du schéma "un inconnu avec un trauma d'enfance devient célèbre avant d'être détruit par le succès". Actuellement[Quand ?], il y a une vague de films qui focalisent sur un moment dans une vie pour éclairer le personnage à travers cet épisode. C'est ce que nous avons fait avec Marilyn ».

## Un genre généralisé
Largement identifié comme type de film apprécié du public, le film biographique regroupe aujourd'hui un large spectre du cinéma mondial, associant des superproductions tels Alexandre (2004) comme le retour sur des personnages beaucoup plus modestes au regard d'un « récit national » comme Sophie Scholl : Les Derniers Jours, dont la sortie concorde avec une réflexion en Allemagne sur la période la plus sombre de son histoire.
Le film biographique est de nos jours généralement considéré comme une « valeur sûre ». Julien Rappeneau, le scénariste de Cloclo explique : « Pour un producteur, [le biopic] est plus facile à vendre et à promouvoir qu'une histoire originale, car le personnage est déjà connu. Un biopic, c'est un peu comme une marque. Mais je ne pense pas que ce soit lié à une crise de l'imaginaire ». À contrario, Simon Curtis note que « tous les grands livres ont été adaptés, et plusieurs fois chacun. Il y a une perte de confiance en la fiction, chez les producteurs, réalisateurs et auteurs. Ils se jettent sur les histoires vraies. C'est un peu étrange, car il semble que le public aime aussi ne pas connaître l'histoire qu'on va lui raconter ». Ce n'est toutefois pas toujours un succès (comme Coluche : L'Histoire d'un mec, en 2006, qui est un échec commercial, ou Grace de Monaco en 2014), avec le risque de concurrence commerciale lorsque deux films sur le même sujet sortent en même temps (par exemple les deux sur Truman Capote en 2005-2006, sur Coco Chanel en 2009, ou sur Yves Saint Laurent en 2014).